# Troglohyphantes wiebesi
Troglohyphantes wiebesi là một loài nhện trong họ Linyphiidae.
Loài này thuộc chi Troglohyphantes. Troglohyphantes wiebesi được Christa L. Deeleman-Reinhold miêu tả năm 1978.